# Gaiba
Gaiba (Gàiba in dialetto ferrarese) è un comune italiano di 939 abitanti della provincia di Rovigo in Veneto, situato a sud-ovest del capoluogo.

## Monumenti e luoghi d'interesse
- Chiesa di San Giuseppe, consacrata nell'autunno del 1748

## Storia
Zona di passaggio nell'epoca delle invasioni barbariche, ha acquisito una certa notorietà internazionale grazie al ritrovamento, nel 1991, del Corredo della dama di Chiunsano, un corredo funerario che adornava i resti di una donna ostrogota di elevato rango sociale, probabilmente morta e sepolta nelle vicinanze di Gaiba in quanto semplicemente in viaggio in quelle zone.

## Società

### Evoluzione demografica
Abitanti censiti

## Amministrazione
| Periodo | Periodo   | Primo cittadino     | Partito                                          | Carica  | Note |
| ------- | --------- | ------------------- | ------------------------------------------------ | ------- | ---- |
| 1995    | 1999      | Gianfranco Panini   | Lista Civica                                     | Sindaco |      |
| 1999    | 2004      | Dante Corra'        | Lista Civica (Centro-sinistra)                   | Sindaco |      |
| 2004    | 2009      | Dante Corra'        | Lista Civica (Centro-sinistra)                   | Sindaco |      |
| 2009    | 2014      | Roberto Berveglieri | Lista Civica (Centro-destra)                     | Sindaco |      |
| 2014    | 2019      | Roberto Berveglieri | Lista Civica (Centro-destra)                     | Sindaco |      |
| 2019    | 2024      | Nicola Zanca        | Lista Civica (Uniti per il Cambiamento di Gaiba) | Sindaco |      |
| 2024    | in carica | Nicola Zanca        | Lista Civica (Insieme per Gaiba)                 | Sindaco |      |

### Gemellaggi
- Alwernia[senza fonte]
- Collegno[senza fonte]
- Rocchetta Sant'Antonio[senza fonte]